# انستروتر
انستروتر (به انگلیسی: Anstruther) یک شهرک در اسکاتلند است که در فایف واقع شده‌است. انستروتر ۳٬۶۰۰ نفر جمعیت دارد.